# Alejandro Pablo Benna
Alejandro Pablo Benna (* 12. November 1959 in Buenos Aires) ist ein argentinischer Geistlicher und römisch-katholischer Bischof von Morón.

## Leben
Alejandro Pablo Benna besuchte das Colegio Manuel Belgrano der Maristen-Schulbrüder in Buenos Aires. Anschließend absolvierte er an der Päpstlichen Katholischen Universität von Argentinien in Buenos Aires ein Studium der Wirtschaftswissenschaft. Später studierte Benna Philosophie und Katholische Theologie am erzbischöflichen Priesterseminar Inmaculada Concepción in Buenos Aires. Er empfing am 14. November 1987 durch den Erzbischof von Buenos Aires, Juan Carlos Kardinal Aramburu, das Sakrament der Priesterweihe.
Benna war als Pfarrvikar der Pfarreien Nuestra Señora de Balvanera im Stadtteil Balvanera (1988–1992), San Ramón Nonato im Stadtteil Vélez Sársfield (1992–1996) und Nuestra Señora de la Anunciación im Stadtteil Villa Urquiza (1996–1997) tätig. 1997 wurde er Pfarrvikar und 2001 schließlich Pfarrer der Pfarrei Santa Ana y San Joaquín im Stadtteil Villa del Parque. Neben seinen Aufgaben in der Pfarrseelsorge wirkte Alejandro Pablo Benna von 1996 bis 2001 als Leiter der diözesanen Jugendseelsorge und von 2000 bis 2006 als Mitarbeiter des Instituts für Jugendseelsorge Kardinal Eduardo Pironio. Von 2010 bis 2014 war er zudem Mitglied der Leitungskommission der Asociación Eclesiástica de San Pedro. Ab 2014 war Benna im Bistum Lomas de Zamora als Pfarrer der Pfarrei San Francisco de Asís in Llavallol tätig.
Am 28. November 2017 ernannte ihn Papst Franziskus zum Titularbischof von Vardimissa und zum Weihbischof in Comodoro Rivadavia. Der Erzbischof von Buenos Aires, Mario Aurelio Kardinal Poli, spendete ihm am 23. Dezember desselben Jahres in der Catedral Metropolitana de Buenos Aires die Bischofsweihe; Mitkonsekratoren waren der Bischof von Comodoro Rivadavia, Joaquín Gimeno Lahoz, der Bischof von Lomas de Zamora, Jorge Rubén Lugones SJ, der Weihbischof in San Martín, Moon Han-lim, und der Weihbischof in Buenos Aires, Joaquín Mariano Sucunza. Sein Wahlspruch Para mí la vida es Cristo („Für mich ist Christus das Leben“) stammt aus Phil 1,21 . Am 20. März 2021 wurde Alejandro Pablo Benna zudem zum Apostolischen Administrator von Alto Valle del Río Negro bestellt.
Papst Franziskus ernannte ihn am 9. Juli 2021 zum Bischof von Alto Valle del Río Negro. Die Amtseinführung fand am 8. September desselben Jahres statt. Am 28. Mai 2025 bestellte ihn Papst Leo XIV. zum Bischof von Morón. Die Amtseinführung erfolgte am 9. August desselben Jahres.
In der Argentinischen Bischofskonferenz ist Alejandro Pablo Benna seit November 2017 Mitglied der Kommission zur Unterstützung der Evangelisierung.